# Lachaussée
Lachaussée ist eine französische Gemeinde mit 280 Einwohnern (Stand 1. Januar 2022) im Département Meuse in der Region Grand Est (bis 2015 Lothringen).

## Geografie
Lachaussée liegt am Étang de Lachaussée, ungefähr 30 Kilometer südwestlich von Metz und 35 Kilometer südöstlich von Verdun. Das Gemeindegebiet ist Teil des Regionalen Naturparks Lothringen.

## Bevölkerungsentwicklung
| Jahr      | 1962 | 1968 | 1975 | 1982 | 1990 | 1999 | 2007 | 2019 |
| Einwohner | 137  | 117  | 170  | 161  | 219  | 256  | 244  | 272  |

## Sehenswürdigkeiten
- Kirche Saint-Nicolas
- Kirche Sainte-Anne im Ortsteil Haumont-lès-Lachaussée
- Kirche Saint-Léger im Ortsteil Hadonville-lès-Lachaussée

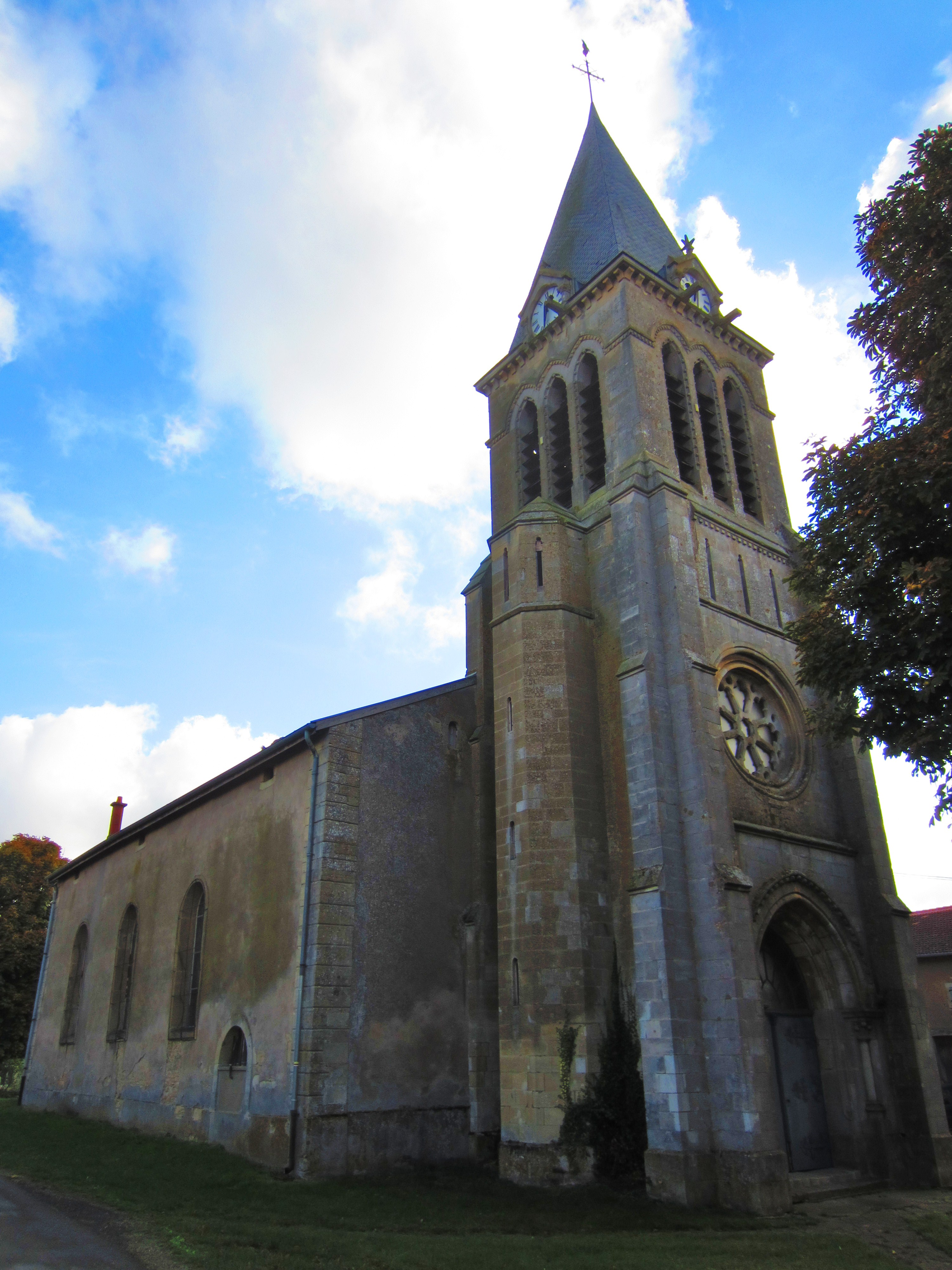
Kirche Saint-Nicolas
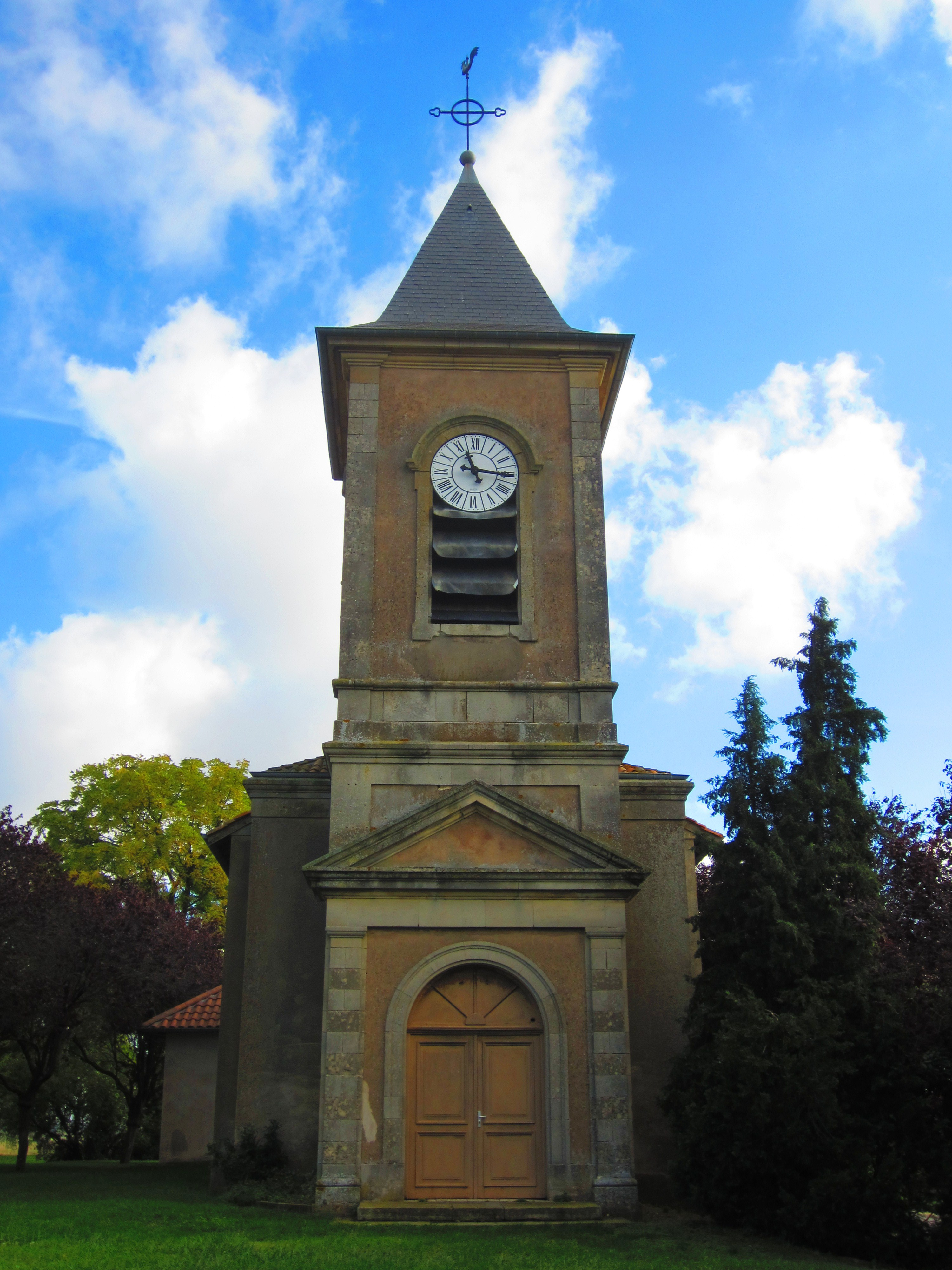
Kirche Sainte-Anne in Haumont-lès-Lachaussée
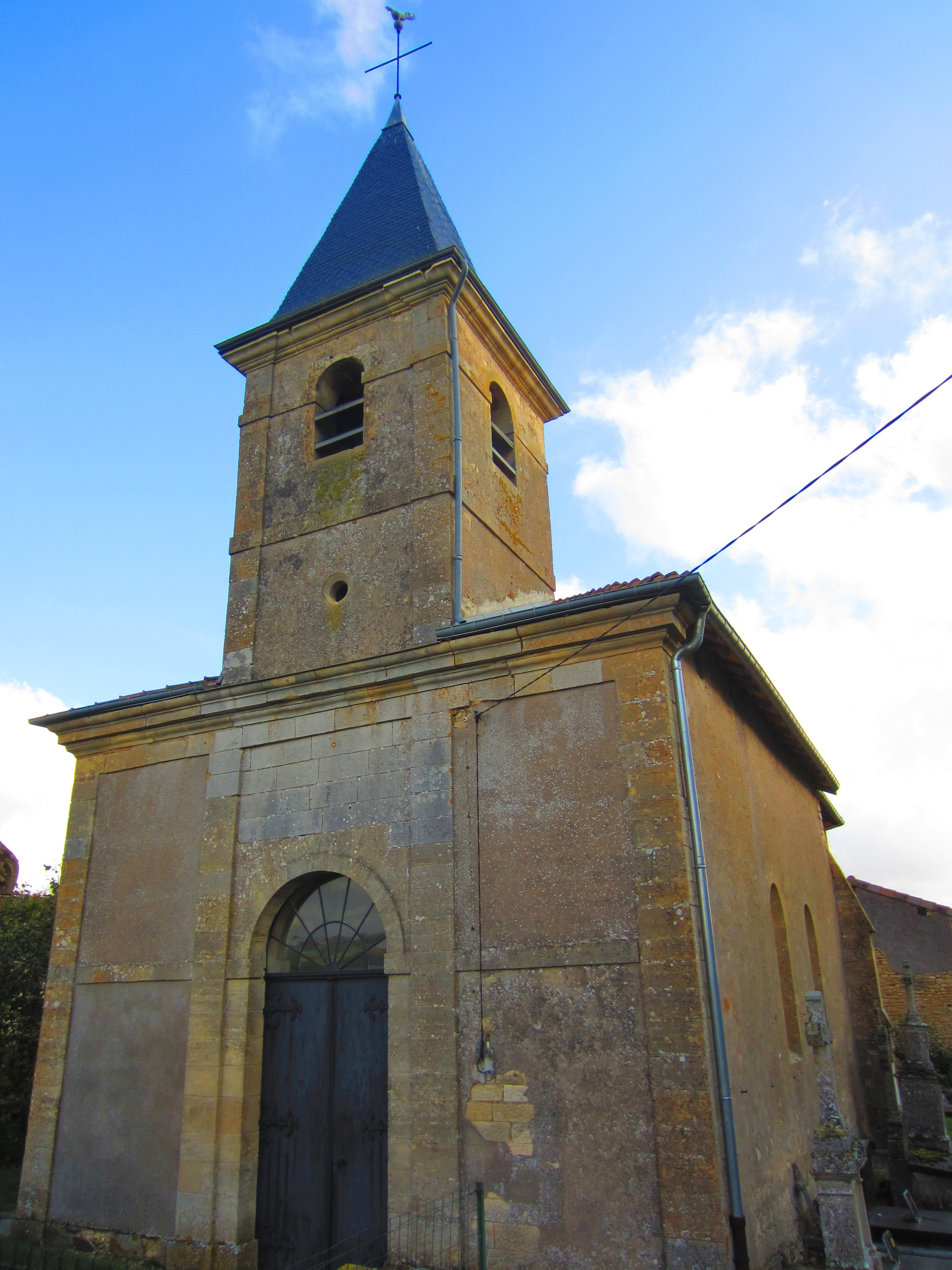
Kirche Saint-Léger in Hadonville-lès-Lachaussée